# نبرد تسوشیما
نبرد تسوشیما (روسی: Цусимское сражение) یکی از نبردهای دریایی اصلی میان روسیه و ژاپن در جنگ میان این دو کشور بود. نخستین نبرد دریایی بود که تلگراف بی‌سیم در آن نقشی حیاتی داشت.
نبرد در روزهای ۲۷ و ۲۸ مهٔ ۱۹۰۵ میلادی در تنگه تسوشیما میان کره و جنوب ژاپن رخ داد. ناوگان ژاپن به فرماندهی توگو هیهاچیرو دو سوم کشتی‌های روسی را که تحت فرمان زینوی پترویچ بود، نابود کرد. نابودی ناوگان روسی واکنش شدید مردم روسیه را به دنبال داشت و منجر به امضای پیمان صلحی در سپتامبر همان سال شد.
پیش از جنگ روسیه و ژاپن، کشورها نبردناوهایی با ترکیبی از توپ‌ها به قطر ۱۵۲، ۲۰۳، ۲۵۴ و ۳۰۵ میلی‌متر می‌ساختند. نبرد تسوشیما نشان داد که در نبردهای دریایی، سرعت نبردناو و توپ‌های بزرگ با برد بیشتر مزیت‌های بیشتری نسبت به ترکیبی از توپ‌ها با اندازه‌های گوناگون دارد.
نبرد تسوشیما نخستین نبرد دریایی بود که از تلگراف بی‌سیم استفاده می‌شد. تلگراف بی‌سیم در نیمهٔ دوم دههٔ ۱۸۹۰ اختراع شده بود و در آغاز سدهٔ بیستم، تقریباً همهٔ نیروهای دریایی از این فناوری ارتباطی توسعه یافته بهره می‌بردند. نبرد تسوشیما نخستین جنگ دریایی مهمی بود که در آن فناوری بی‌سیم دارای نقش بود.

## زمینه
در ۸ فوریهٔ ۱۹۰۴ کشتی‌های نیروی دریایی امپراتوری ژاپن به صورت ناگهانی به ناوگان شرق دور روسیه که در پورت آرتور لنگر انداخته بود، حمله کردند و سه کشتی را دچار خسارت کردند. این حمله، آغازگر جنگ روسیه و ژاپن بود. هدف نخست ژاپن، ایمن کردن خطوط ارتباطی به سرزمین اصلی آسیا بود تا بتواند جنگ زمینی در منچوری به راه اندازد. به این منظور باید ناوگان روسیه در شرق دور منهدم می‌شد. نیروهای دریایی روسیه نخست واکنشی نشان ندادند و ژاپنی‌ها بی دردسر در کره پیاده شدند. با ورود دریاسالار استپان ماکاروف روسی‌ها به حرکت افتادند و موفقیت‌هایی کسب کردند؛ ولی ماکاروف در ۱۳ آوریل بر اثر برخورد کشتیش با یک مین کشته شد. جانشینانش از درگیری با نیروی دریایی ژاپن خودداری کردند و روس‌ها در پایگاه خود در پورت آرتور ماندند.
تا ماه مه، ژاپنی‌ها در شبه‌جزیره لیائودونگ پیاده شدند و در ماه اوت، محاصره پورت آرتور را آغاز کردند. در ۹ اوت، ویلگلم ویتگفت فرمانده گردان یکم پاسیفیک دستور یافت نیروهای خود را به ولادی‌وستوک هدایت کند، با نیروهای مستقر در آنجا متحد شود و در نبردی قطعی با ناوگان امپراتوری ژاپن درگیر شود. هر دو گردان در نبرد دریای زرد در ۱۰ اوت و نبرد اولسان در ۱۴ اوت شکست خوردند و ویتگفت توسط نبردناو آساهی کشته شد. آنچه از نیروی دریایی روسیه مانده بود، در پورت آرتور غرق شد.
روس‌ها تصمیم گرفتند بخشی از ناوگان بالتیک خود را به شرق دور بفرستند. قرار بود این نیروها بر ناوگان ژاپن غلبه کنند و پیشروی ژاپن به سوی منچوری را تا رسیدن نیروی کمکی از طریق راه‌آهن سراسری سیبری به تأخیر اندازند. گردان دوم پاسیفیک از بالتیک به سوی دریای شمال راند. روس‌ها که اخباری دربارهٔ کمین قایق‌های ژاپنی شنیده بودند، اشتباهاً گروهی از ماهیگیران بریتانیایی را زیر آتش گرفتند و تعدادی را کشتند. بریتانیا از اقدام روس‌ها خشمگین شد و از آن جایی که پیمان دفاعی با ژاپن داشت، در آستانهٔ ورود به جنگ قرار گرفت. ولی توافق دیپلماتیک میان دو طرف حاصل شد و روس‌ها به مسیر خود ادامه دادند. دخالت‌های دیپلماتیک فرانسه که بریتانیا و روسیه را در بلوکی ضد آلمان کنار هم آورده بود، جلوی ورود بریتانیا به جنگ را گرفت. روس‌ها مسئولیت حادثه را به عهده گرفتند و غرامت پرداختند. ضمناً گذر آن‌ها از کانال سوئز ممنوع شد و وادار شدند مسیری بسیار طولانی‌تر را دور آفریقا بپیمایند. ناوگان روسیه در آوریل و مهٔ ۱۹۰۵ در هندوچین فرانسه لنگر انداخت. روس‌ها دستور داشتند محاصرهٔ پورت آرتور را بشکنند، ولی شهر ماه‌ها پیش سقوط کرده‌بود. پس هدف تغییر یافت و قرار شد به کشتی‌های باقی‌مانده در ولادی‌وستوک ملحق شوند.
روس‌ها سه گزینه برای رسیدن به ولادی‌وستوک داشتند: تنگه سویا، تنگه تسوگارو و تنگه تسوشیما. روژستونسکی تسوشیما را انتخاب کرد. توگو نیز اعتقاد داشت روس‌ها تسوشیما را ترجح می‌دهند. تنگه تسوشیما در شرق جزیره تسوشیما قرار دارد و کوتاه‌ترین مسیر از هندوچین است.

## نبرد

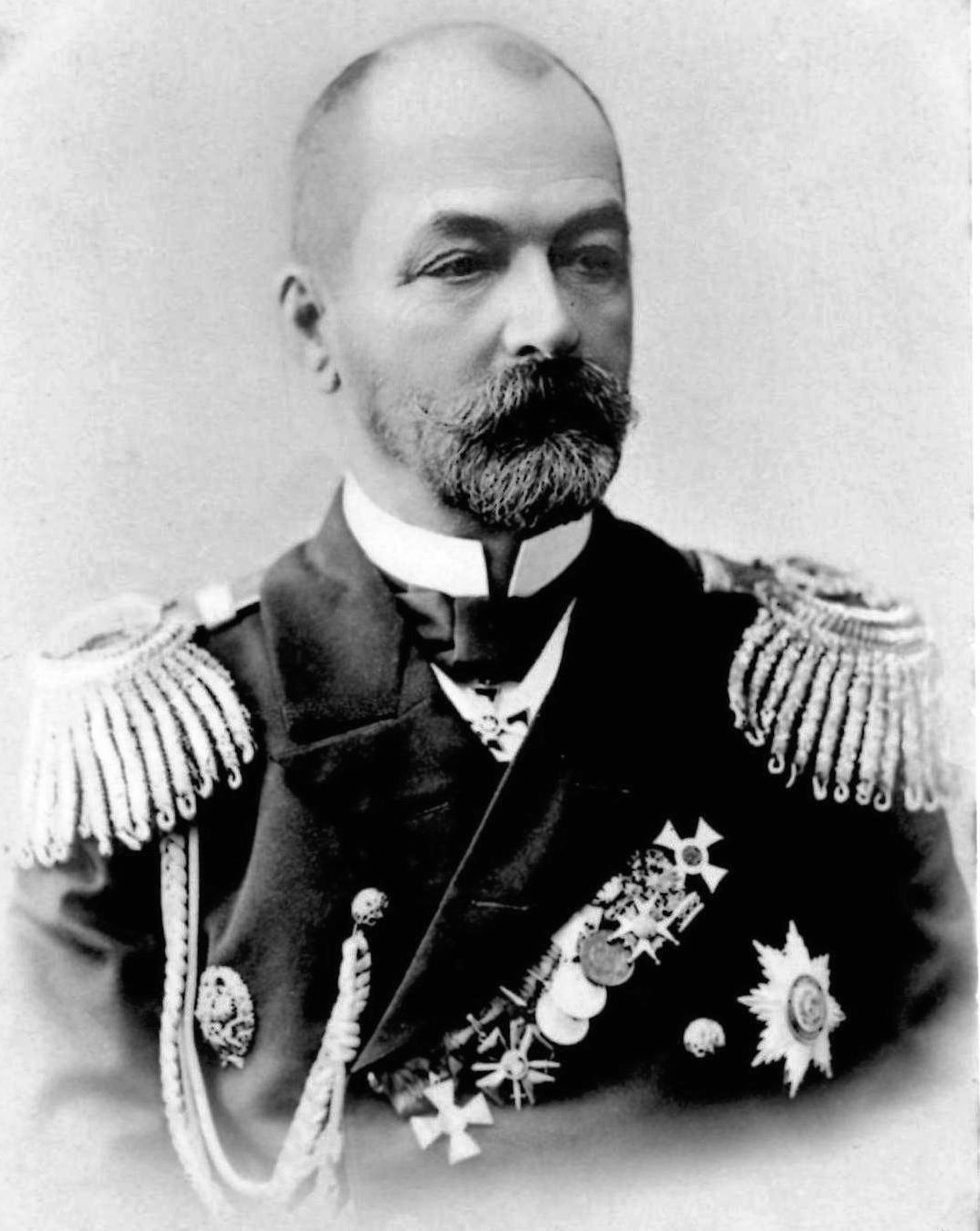
زینوی پترویچ

روس‌ها تمایل داشتند بی‌سروصدا به ولادی‌وستوک برسند و در مسیری خارج از مسیرهای عادی کشتی‌رانی وارد آب‌های ژاپن شدند. در شب ۲۷ مه ناوگان روسیه وارد تنگه تسوشیما شد. مه غلیظی که تنگه را پوشانده بود، مزیتی برای روس‌ها محسوب می‌شد. در ۲:۴۵ به وقت ژاپن، کشتی شینانو مارو سه نور در افق دور مشاهده کرد و برای بررسی به آن نزدیک شد. کشتی روسی آن را با یکی از کشتی‌های خود اشتباه گرفت و حضور کشتی‌های دیگر را نیز به آن اطلاع داد. ناوگان روسیه کشف شد و بخت رسیدن به ولادی‌وستوک بدون شناسایی شدن را از دست داد. در ۴:۵۵ شینانو مارو به توگو پیام فرستاد که «دشمن در مربع ۲۰۳ است». در ۵:۰۰ روس‌ها با تفسیر سیگنال‌های رادیویی متوجه شناسایی و تعقیب توسط کشتی‌های ژاپنی شدند. توگو در ۶:۳۴ پیش از ترک بندر به وزیر پیام داد که به کشتی‌های روسی حمله و آن‌ها را نابود خواهد کرد.
توگو سوار بر میکاسا در رأس گروهی از ۴۰ فروند کشتی به سوی ناوگان روسیه حرکت کرد. کشتی‌های ژاپنی هر چند دقیقه یکبار از طریق تلگراف بی‌سیم موقعیت کشتی‌های روسی را به اطلاع توگو می‌رساندند. در ۱۳:۴۰ دو ناوگان با یکدیگر برخورد کردند و آمادهٔ نبرد شدند. در ۱۴:۰۸ میکاسا از فاصلهٔ ۷۰۰۰ متری مورد هدف قرار گرفت و سپس ژاپنی‌ها از فاصلهٔ ۶۴۰۰ متری پاسخ دادند.
نخستین کشتی غرق شده، متعلق به روس‌ها بود که ۹۰ دقیقه پس از آغاز نبرد، غرق شد. آتش مستقیم روی مخازن نبردناو بورودینو منجر به انفجار آن شد. روژستونسکی بر اثر برخورد پوکه به سرش بیهوش شد و نبوگاتوف رهبری ناوگان را به دست گرفت. روس‌ها ۴ نبردناو را از دست دادند؛ در حالی که کشتی‌های ژاپنی متحمل آسیب‌های جزئی شدند.
در حدود ساعت ۲۰ چندین ناوشکن و اژدرافکن ژاپنی به سوی روس‌ها حرکت کردند و سه ساعت بدون وقفه ناوگان روسیه را مورد حمله قرار دادند. کشتی‌های روسی به دسته‌های کوچکی تقسیم شدند و مسیر خود را به سوی شمال ادامه دادند. نبردناو قدیمی ناوارین با مین برخورد کرد و متوقف شد. سپس چهار اژدر به آن اصابت کرد و غرق شد. از ۶۲۲ خدمهٔ آن تنها سه نفر زنده ماندند.
روز بعد در ۹:۳۰ نبردناوهای ژاپنی باقیماندهٔ ناوگان روسیه را در جنوب جزیرهٔ تاکشیما محاصره کردند. برد توپ‌های روسی دست کم هزار متر کمتر از ژاپنی‌ها بود، بنابراین نبوگاتوف به شش کشتی باقیمانده دستور داد تسلیم شوند؛ ولی ژاپنی‌ها متوجه پیام تسلیم نشدند و به آتش خود ادامه دادند. نبوگاتوف پرچم ناوگان امپراتوری ژاپن را بالا برد و موتورها را خاموش کرد. توگو دستور آتش‌بس داد و تسلیم نبوگاتوف را پذیرفت.
روژستونسکی به بیمارستانی در ژاپن منتقل شد و توگو شخصاً به ملاقات او رفت. نبوگاتوف و روژستونسکی پس از بازگشت به روسیه، به دادگاه احضار شدند. روژستونسکی مسئولیت حادثه را پذیرفت؛ ولی از آن جایی که در ساعات آخر بیهوش بود، حکم اعدام او لغو شد. نبوگاتوف چند سال در زندان ماند و در نهایت توسط تزار عفو شد.
کشتی‌های روسی باقیمانده تا عصر ۲۸ مه مورد تعقیب بودند. سه کشتی به ولادی‌وستوک رسیدند و بقیه نابود یا توقیف شدند.

## پیامد
اعتبار امپراتوری روسیه و دودمان رومانوف به شدت آسیب دید. به گفتهٔ باربارا تاکمن در کتاب توپ‌های ماه اوت، شکست روسیه منجر به نامتعادل شدن قدرت در اروپا شد، قدرت‌های مرکز را تحریک کرد و منجر به تصمیم آن‌ها برای آغاز جنگ در سال ۱۹۱۴ شد.
این نبرد اثراتی بر فرهنگ و سیاست ژاپن داشت. نخستین شکست یک قدرت اروپایی از کشوری آسیایی در عصر مدرن بود. همچنین گزارهٔ برتری سفیدپوستان را که در برخی کشورهای غربی رایج بود، تضعیف کرد.